# Russell Crowe

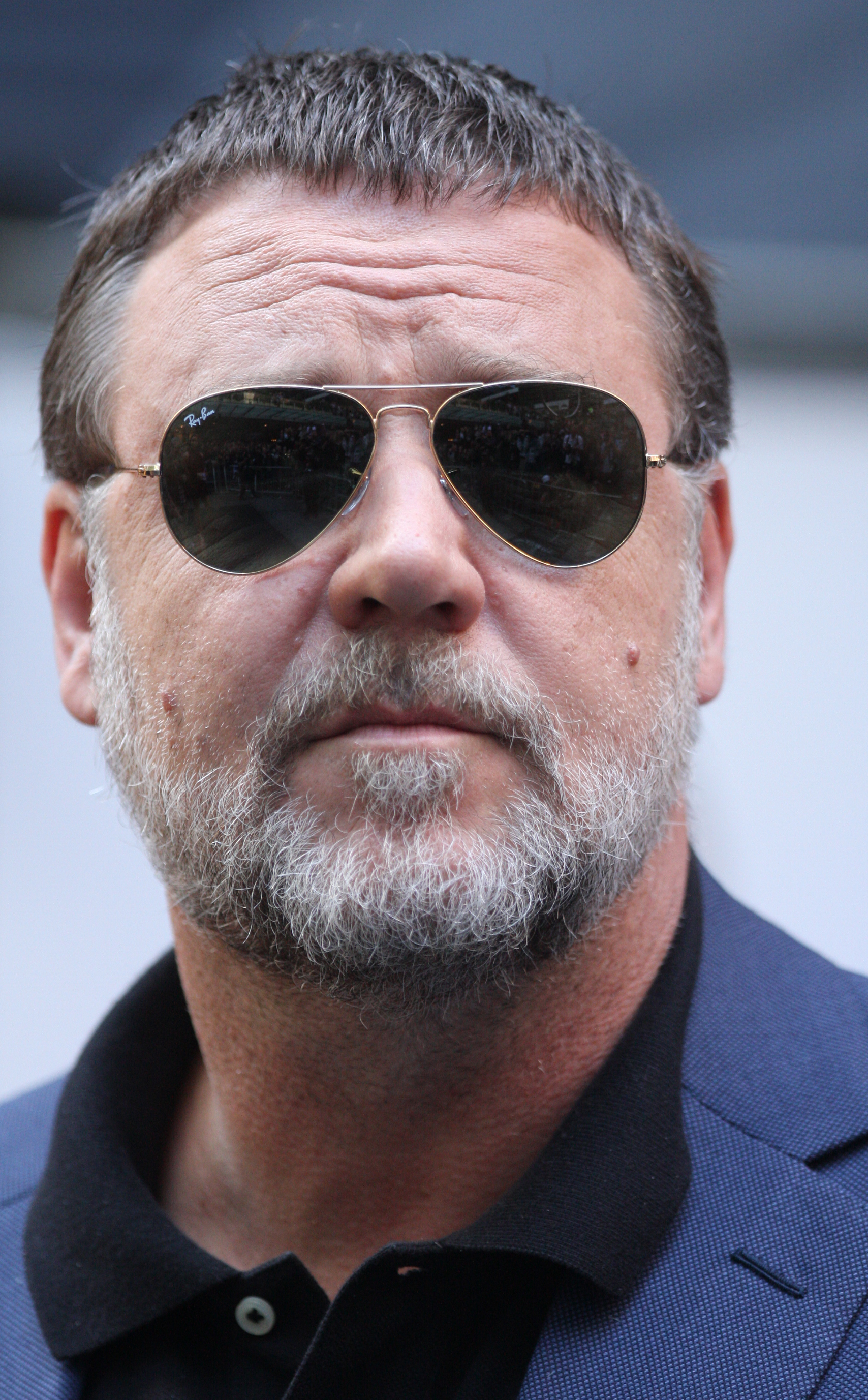
Russell Crowe (2017)

Russell Ira Crowe (* 7. April 1964 in Wellington) ist ein neuseeländischer Filmschauspieler, Regisseur, Musiker und Produzent mit Wohnsitz in Australien. Die Darstellung des römischen Feldherren Maximus Decimus Meridius im Kinofilm Gladiator, für die er 2001 einen Oscar erhielt, machte ihn weltweit bekannt.

## Leben und Werk

### Jugend und Anfänge der Karriere
Russell Ira Crowe wurde als der jüngere von zwei Brüdern in Wellington auf der nördlichen der beiden neuseeländischen Inseln geboren. Sein Vater, John Alexander (1936–2021), stammt aus Christchurch, seine Mutter, Jocelyn, geb. Wemyss, aus Wellington. Als Crowe vier Jahre alt war, wanderte die Familie, die sowohl walisische, Māori- als auch norwegische, schottische und italienische Vorfahren hat, nach Australien aus. Dort betrieb die Familie unter anderem einen Catering-Service, der Filmgesellschaften belieferte. So entstand bereits früh ein Kontakt zur Filmindustrie. Im Alter von acht Jahren erhielt Crowe eine erste kleine Rolle in der Fernsehshow Spyforce, in der sein Patenonkel Regie führte. Als Russell 14 Jahre alt war, kehrte die Familie nach Neuseeland zurück. Er besuchte dort die Auckland Grammar School, die er jedoch nicht beendete.
Nach der High School versuchte sich der damals 16-Jährige als Sänger der von ihm gegründeten Band Roman Antix. Bis zu den frühen 1990er Jahren standen für ihn laut eigener Aussage musikalische und schauspielerische Auftritte noch gleichwertig nebeneinander, seine Karriere als Sänger setzte er mit seiner Band 30 Odd Foot of Grunts fort. 2005 änderte Crowe den Band-Namen von 30 Odd Foot of Grunts (TOFOG) zu The Ordinary Fear of God (TOFOG).
In den 1980er Jahren jobbte Crowe u. a. als Kellner, Bingo-Caller und Straßenmusikant. Erste Bühnenerfahrung sammelte er, als er nach seinem Umzug von Neuseeland in das australische Sydney im Alter von 21 Jahren in den Musicals Grease und The Rocky Horror Show (Rollen: Dr. Scott, Eddie, Frank’N’Furter) durch Australien und Neuseeland tourte.
1989, mit 25 Jahren, wirkte er erstmals in einem Kinofilm mit: in der Nebenrolle als Lt. Corbett in dem australischen Antikriegsdrama Blutiger Schwur (Prisoners Of The Sun / Blood Oath), einer brisanten Thematisierung japanischer Kriegsverbrechen. Anfang der 1990er Jahre übernahm er Rollen in Episoden australischer Fernsehserien wie Police Rescue – Gefährlicher Einsatz, Nachbarn und Living with the Law.  Für seine Rolle in Proof – Der Beweis (1991) erhielt er den AFI Award des Australian Film Institute als bester Nebendarsteller.
Erste internationale Aufmerksamkeit erhielt Crowe für die Rolle des Skinheads Hando in Romper Stomper (1992). Der Film erlangte in Australien große Reichweite, Crowe erhielt für diese Rolle den AFI Award des Australischen Filminstituts in der Kategorie Bester Hauptdarsteller. Seine Leistung empfahl ihn für die Rolle des Detective Officer Bud White in L.A. Confidential.
Im Jahr 1994 gelang Crowe der Durchbruch in Australien mit dem Film The Sum of Us (dt. Die Summe der Gefühle), einem leisen Film über familiäre Verbundenheit und ein Coming Out. Jeff, der offen schwul lebende Sohn von Harry, steht im Zielkonflikt zwischen Sohnesliebe – der Vater wird nach einem Schlaganfall zum Pflegefall – und der Liebe zu seinem Freund, der um sein schwieriges Coming Out in einer konservativ kleinbürgerlichen Atmosphäre kämpft.
Türöffner in Hollywood war für Crowe der Western Schneller als der Tod (The Quick And The Dead, 1995), in dem er einen Gefangenen spielte, der zur Belustigung der Herrschenden in eine Serie von Revolverduellen auf Leben und Tod gezwungen wird. Die Hauptdarstellerin Sharon Stone setzte sich persönlich dafür ein, dass Crowe verpflichtet wurde. Mit der Rolle des kindlich unschuldigen, aber auf Vernichtung programmierten Avatars SID 6.7 im Science Fiction Thriller Virtuosity (1995) verbreiterte er sein bisher erreichtes Rollenportfolio in Drama, Komödie und Actionfilm um einen weiteren prägnant auffälligen Charakter.
Einem breiten internationalen Publikum wurde Crowe durch das neunfach Oscar-nominierte Gangster-Epos L.A. Confidential (1997) bekannt; darin verkörperte er den nach Gerechtigkeit strebenden Polizisten Wendell „Bud“ White. Seine Darstellung als schweigsamer Cop im Los Angeles der 1950er Jahre, der meistens mit seinen Fäusten und dem Revolver ermittelt, machte auch den Regisseur Ridley Scott auf ihn aufmerksam.

### Hauptwerk

#### Filme ab 1999
Crowe war in drei aufeinander folgenden Jahren (1999–2001) für einen Oscar als bester Hauptdarsteller nominiert. Übertroffen wird er in dieser Hinsicht nur von Marlon Brando, der in den Jahren 1952 bis 1955 vier aufeinanderfolgende Oscar-Nominierungen in derselben Kategorie erhielt.
Die erste Oscar-Nominierung als bester Hauptdarsteller erhielt Crowe 1999 für Insider. Er spielte darin neben Al Pacino den Abteilungsleiter eines Tabak-Konzerns, der von seinem Arbeitgeber entlassen und daraufhin terrorisiert wird. Das US-amerikanische Filmmagazin Premiere listete 2006 seine Darstellung des Chemikers Dr. Jeffrey Wigand auf Platz 23 der 100 besten Schauspielerleistungen der Filmgeschichte.
Für die Verkörperung des römischen Feldherren Maximus Decimus Meridius in Ridley Scotts Historienfilm Gladiator erhielt er ein Jahr später einen Oscar als Bester Hauptdarsteller. Seine dritte Oscar-Nominierung erhielt er für A Beautiful Mind – Genie und Wahnsinn, wieder nur ein Jahr später. Unter der Regie von Ron Howard spielte er den schizophrenen Mathematiker und Nobelpreisträger John Forbes Nash Jr. 2002 erhielt er für diese Rolle einen Golden Globe und einen British Academy Film Award als bester Hauptdarsteller.
Durch den Erfolg von Gladiator erhielt Crowe viele Angebote für actionlastige Rollen. Eine davon – die als Unterhändler einer Versicherung bei Erpressungsfällen in Lebenszeichen – Proof of Life (2000) – nahm er an, darüber hinaus wollte er seinem schauspielerischen Anspruch auf Wandlungsfähigkeit folgen und sich nicht in ein bestimmtes Schema pressen lassen.
Unter der Regie von Peter Weir verkörperte Russell Crowe 2003 in dem zweifach Oscar-gekrönten Seefahrer-Abenteuer Master & Commander – Bis ans Ende der Welt, einer Adaption aus zwei Romanen von Patrick O’Brian, den britischen Marine-Helden Captain „Lucky Jack“ Aubrey. Für diese Rolle erhielt er seine vierte Golden-Globe- und eine Screen-Actors-Guild-Award-Nominierung.
Der Boxfilm Das Comeback (2005), in dem Crowe, erneut unter der Regie von Ron Howard, den Boxweltmeister Jim Braddock in den USA während der großen Wirtschaftskrise der 1930er Jahre spielt, war kommerziell kein Erfolg. Dennoch resultierten aus Crowes Leistung drei Nominierungen als bester Hauptdarsteller: für einen Golden Globe, einen Award der Broadcast Film Association und einen Screen Actors Guild Award.

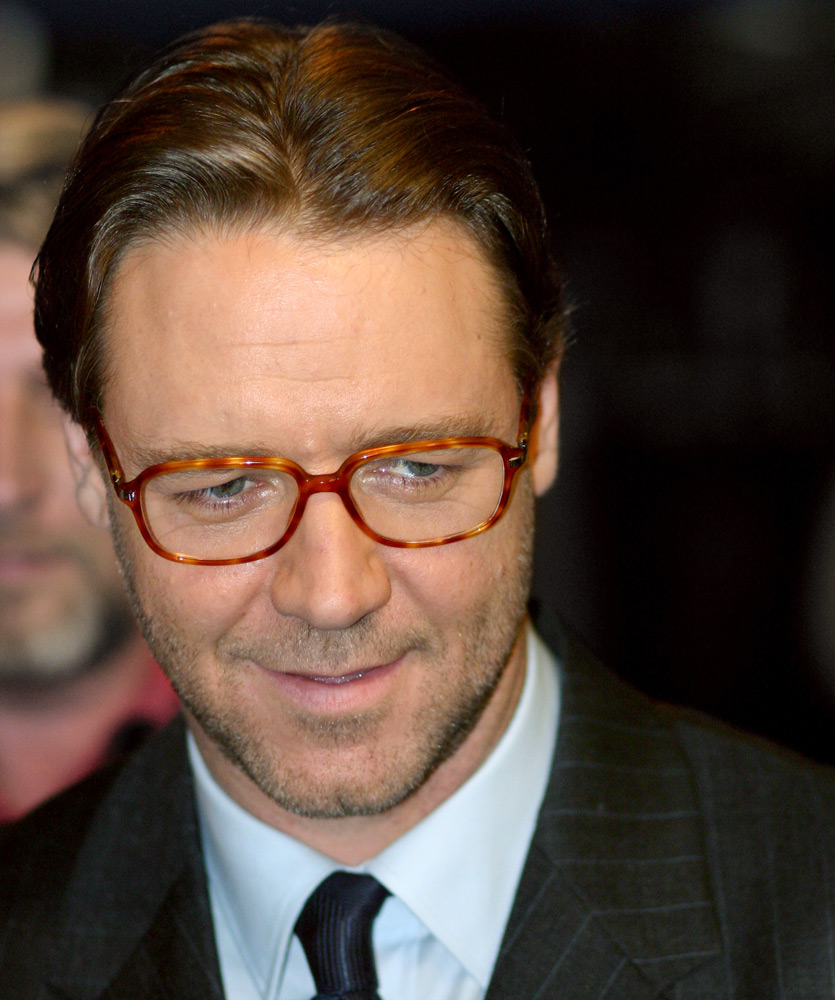
Russell Crowe als Max Skinner aus dem Film Ein gutes Jahr (2005)

Im Jahr 2006 arbeitete Crowe zum zweiten Mal mit Sir Ridley Scott für die Verfilmung von Peter Mayles Roman Ein gutes Jahr zusammen, einer leichten Work-Life-Balance-Sommerkomödie, die zunächst kein kommerzieller Erfolg an den Kinokassen war und gemischte Kritiken erhielt. Der Erfolg des Films erwies sich jedoch in der Zweitverwertung auf DVD als Longtime-Seller.

#### Filme ab 2007

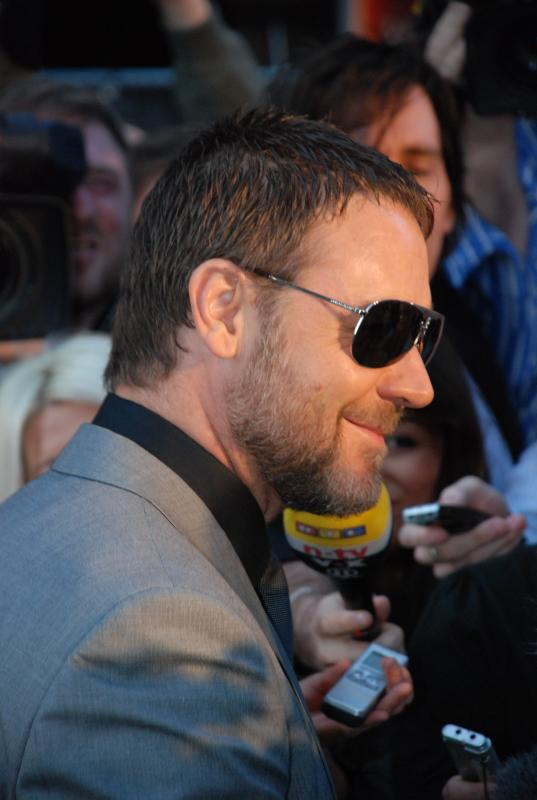
Russell Crowe im April 2009 in London bei der Premiere von State of Play

2007 kam das Ergebnis der dritten Zusammenarbeit mit Ridley Scott in die Kinos. Crowe verkörperte in dem kommerziell sehr erfolgreichen Kinofilm American Gangster die historische Figur des Detective Richie Roberts. Roberts verfolgte und überführte den legendären Heroinhändler Frank Lucas, im Film dargestellt von Denzel Washington.
Ebenfalls 2007 kam der Western Todeszug nach Yuma (3:10 to Yuma) in die Kinos. Crowe spielte neben Christian Bale als seinem Gegenspieler in diesem modernen Western, der neben genretypischer Action vor allem auf psychologische Vertiefung setzte, den Outlaw und Bandenchef Ben Wade.
2008 verkörperte Crowe im Agentenfilm Der Mann, der niemals lebte (Body of Lies) den übergewichtigen, selbstüberheblichen CIA-Funktionär Ed Hofmann, eine Figur, die symbolisch die damaligen US-amerikanischen Geheimdienstaktivitäten im Nahen Osten paraphrasierte.
In dem Kinofilm State of Play – Stand der Dinge, 2009, sah man Crowe neben Ben Affleck, Helen Mirren und Jeff Daniels als investigativen Journalisten Cal McAffrey zum zweiten Mal nach Insider in einer Rolle, die die gesellschaftspolitische Bedeutung von engagiertem Journalismus thematisierte. Crowe erhielt für diese Rolle einen AFI Award als Best International Actor.
Eine weitere Zusammenarbeit zwischen Ridley Scott und Crowe als Regisseur und Darsteller wie auch als Co-Produzenten ergab sich 2009 mit dem historischen Abenteuerfilm Robin Hood. Crowe spielte die Titelrolle an der Seite von Cate Blanchett als Lady Marian Loxley, Max von Sydow als ihr blinder Schwiegervater Sir Walter Loxley und Mark Strong in der Antagonistenrolle des korrupten Schatzkanzlers Godfrey. Die Produktion wurde als Eröffnungsfilm der 63. Filmfestspiele von Cannes 2010 ausgewählt und spielte weltweit über 321 Millionen US-Dollar ein.
Unter der Regie von Oscarpreisträger Paul Haggis entstand 2009 im amerikanischen Pittsburgh 72 Stunden – The Next Three Days. Der Film, ein Remake des französischen Suspense-Thrillers Ohne Schuld (Pour Elle / Anything For Her), erzählt die Geschichte eines Universitätsdozenten, der seine selbstmordgefährdete Ehefrau aus dem Gefängnis zu befreien versucht. Der Film spielte bis Dezember 2011 weltweit über 67 Mio. US-Dollar ein.
In dem von RZA (Robert Diggs) inszenierten Martial-Arts-Film The Man with the Iron Fists, der im Dezember 2010 in China gedreht wurde, übernahm Crowe die Rolle des Haudegens und königlichen Abgesandten Jackknife, der seinem Freund, dem Schmied, einen Freundschaftsdienst leistet, indem er seine Hände als Abguss-Modelle für die zwei eisernen Fäuste, die „iron fists“ des Schmiedes, zur Verfügung stellt. Kinostart des Films in den USA war der 2. November 2012.

#### Filme ab 2011
In den Monaten September bis November 2011 fanden die Dreharbeiten für die Neuverfilmung von Man of Steel unter der Regie von Zack Snyder statt. Crowe übernahm dabei die Rolle des leiblichen Vaters von Superman, Jor-El. Kinostart des Filmes in Deutschland war der 20. Juni 2013.
Am 11. Januar 2012 eröffnete die dritte Staffel der kanadischen Detektiv-Fernsehserie Doyle’s Republik mit Gastrollen für Crowe, Alan Doyle, Kevin Durand und Scott Grimes, der „Merry Men“ Besetzung des Kinofilms Robin Hood von 2009. Die Dreharbeiten fanden im August 2011 während Crowes Aufenthalts in St. John’s, Neufundland, statt, wo er zusammen mit Alan Doyle, Scott Grimes, Kevin Durand, Danielle Spencer und der irischen Gruppe Size2Shoes zwei Konzerte gab, die das Crowe/Doyle Songbook Vol. III vorstellten.
Im selben Monat wurde bekannt, dass Crowe die Rolle des fiktiven korrupten New Yorker Bürgermeisters Hostetler im Neo-Noir-Drama Broken City neben Mark Wahlberg übernommen hatte. Drehbeginn war am 14. November 2011, Produktionsende war der 26. Januar 2012. Filmstart in Deutschland war der 18. April 2013.
Von Februar bis Juni 2012 fanden die Dreharbeiten der Neuverfilmung des Musicals Les Misérables unter der Regie von Tom Hooper statt, in der Crowe die Rolle des Antagonisten Inspektor Javert neben Hugh Jackman als Protagonisten Jean Valjean, Anne Hathaway als Fantine und Helena Bonham Carter als Madame Thénardier übernahm. 
Der Kinostart des Filmes in Deutschland war am 21. Februar 2013. Für Crowe war dies die erste Rückkehr zum Genre Musical seit den Jahren 1986–1988, wo er unter Daniel Abineri mit der Bühnenversion der Rocky Horror Show durch Australien getourt war.
In der Erstlingsregie des Drehbuchautors und Produzenten Akiva Goldsman, mit dem er bereits für A Beautiful Mind und Das Comeback zusammengearbeitet hatte, übernahm Crowe die Rolle des Bandenanführers und Handlangers des Teufels Pearly Soames in der Verfilmung von Mark Helprins Fantasyroman im Stil des magischen Realismus Winter’s Tale neben Colin Farrell, Jessica Brown Findlay, William Hurt und Will Smith. Drehbeginn war der 27. Oktober 2012. Der Film kam am Valentinstag 2014 weltweit in die Kinos.
Im mit 150 Millionen Dollar budgetierten Spielfilm Noah von Darren Aronofsky übernahm Crowe neben Jennifer Connelly als Noahs Frau Naama die Titelrolle des Noah. Die Dreharbeiten des Filmes fanden vom 28. Juli bis 1. November 2012 u. a. auf Island und in New York statt und wurden vom Hurrikan Sandy unterbrochen, der Teile von Manhattan überschwemmte, wodurch Teile der Crew ihr Hotel verlassen mussten und ebenfalls den Drehort der Arche, Planting Fields Arboretum in Upper Brookville, Oyster Bay, Long Island.
Vom 14. März bis 10. Mai 2014 fanden in Pittsburgh die Dreharbeiten für das Psychodrama Fathers and Daughters statt. Crowe spielt den Vater neben Amanda Seyfried in der Rolle der Tochter unter der Regie von Gabriele Muccino nach einem Drehbuch von Brad Desch. Der Film erzählt die Geschichte eines Vaters, – eines seelisch kranken Schriftstellers – und seiner Tochter, die seit 25 Jahren getrennt in New York leben. Rückblenden erzählen die Kindheit des Mädchens, ein zweiter Erzählstrang folgt der Lebenslinie der erwachsenen Tochter, die noch immer mit den Nachwirkungen ihrer traumatisierenden Kindheit zu kämpfen hat.
Von Dezember 2013 bis Februar 2014 fanden in Australien und der Türkei die Dreharbeiten für den Film Das Versprechen eines Lebens statt, in dem Crowe die Rolle des australischen Farmers Joshua Connor spielt, der 1919 in die Türkei reist, um die Spuren seiner drei in der Schlacht von Gallipoli gefallenen Söhne zu suchen. Crowe führte in diesem Film auch erstmals Regie in einem Spielfilm. Für das Drehbuch zeichneten Andrew Anastasios und Andrew Knight verantwortlich.
Im Jahr 2020 gewann Crowe für seine Rolle in The Loudest Voice den Golden Globe als bester Hauptdarsteller in einer Mini-Serie oder einem Fernsehfilm. Wegen der Buschfeuer in Australien war es ihm jedoch nicht möglich, den Preis persönlich in Empfang zu nehmen. Stattdessen verlas Jennifer Aniston die folgende Botschaft: „Die Tragödie in Australien basiert auf dem Klimawandel. Wir müssen auf Basis wissenschaftlicher Erkenntnisse handeln, weltweit unsere Arbeitskraft auf erneuerbare Energien umstellen und unseren Planeten als den einzigartigen und wunderbaren Ort respektieren lernen, der er ist. Dann haben wir alle eine Zukunft.“
2024 übernahm Crowe in Nuremberg, einem Film über den Nürnberger Prozess gegen die Hauptkriegsverbrecher, unter der Regie von James Vanderbilt die Rolle von Reichsmarschall Hermann Göring.

### Filmproduzent
Im Jahr 2007 gründete Crowe zusammen mit seinem Assistenten Keith Rodger seine eigene Produktionsfirma Fear of God Films, deren erstes Spielfilmprojekt die Co-Produktion des Kinofilms Robin Hood (2010) war. 2012 produzierte die Firma als Fernseh-Projekt die Serie Damage Control für Channel 5 des australischen TV.
Fear of God Films produzierte 2014 Crowes Regiedebüt Das Versprechen eines Lebens und co-produzierte das Spielfilmprojekt Fathers and Daughters unter der Regie von Gabriele Muccino.

## Familie

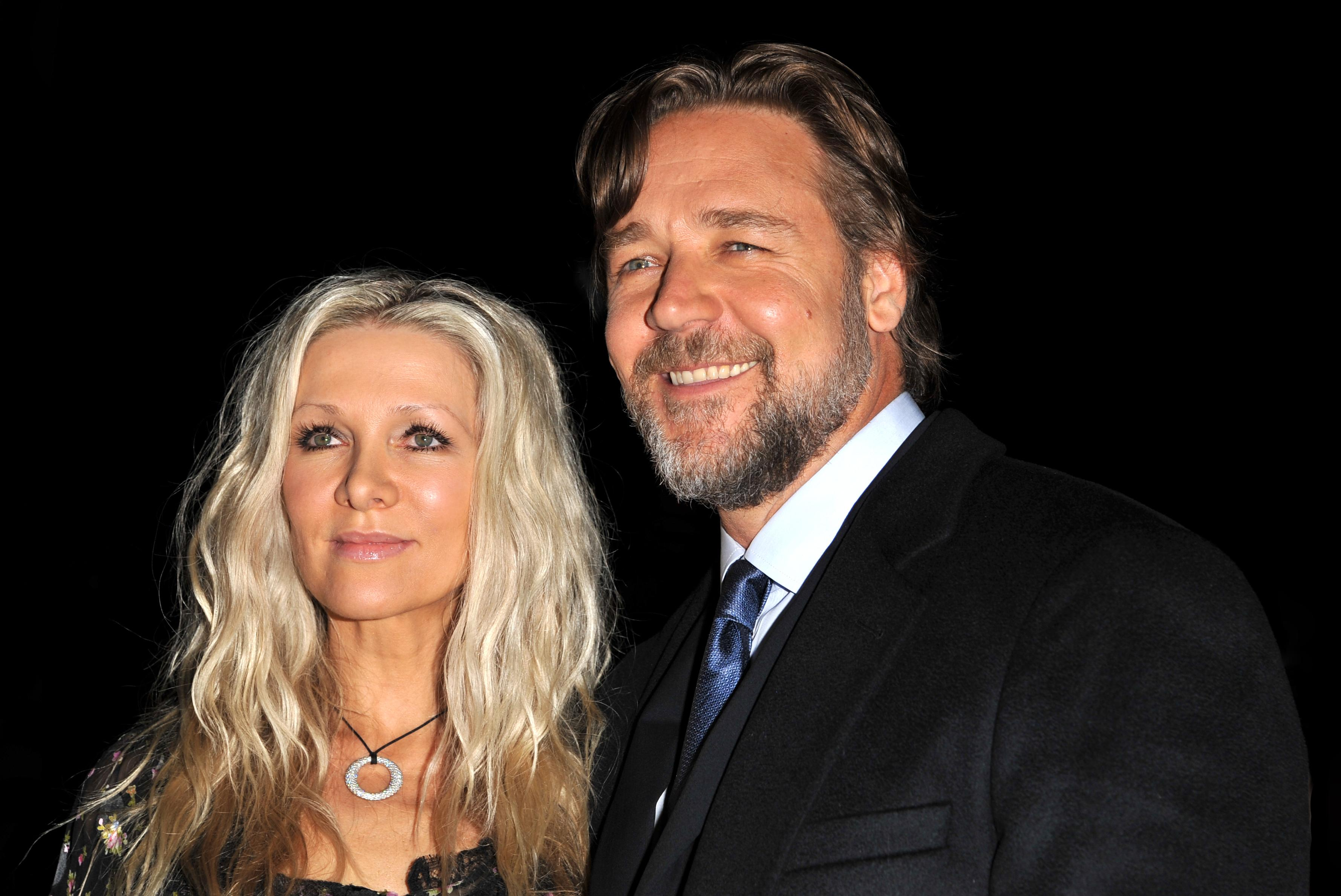
Russell Crowe und seine damalige Ehefrau Danielle Spencer bei der Star Opening Party in Sydney am 14. September 2011

Am 7. April 2003 heiratete Crowe die australische Sängerin/Songwriterin und Schauspielerin Danielle Spencer, die er 1989 bei den Dreharbeiten zu The Crossing kennengelernt hatte. Sie haben zwei gemeinsame Söhne (* Dezember 2003 und * Juli 2006). Im Jahr 2003 zogen sie zusammen. Seit Oktober 2012 leben Spencer und Crowe nach einvernehmlicher Trennung in zwei verschiedenen Stadtteilen von Sydney, Australien, Crowe im Stadtteil Wooloomooloo und Spencer im Stadtteil Rose Bay – und zusammen mit Crowes Herkunftsfamilie auf seiner Rinderzucht-Ranch (700 Black-Angus-Rinder) in Nana Glen in der Nähe von Coffs Harbour an der Ostküste Australiens.

## Deutsche Synchronstimmen
Seine deutschen Stimmen wechselten in seinen früheren Filmen. Thomas Fritsch, z. B. in Gladiator, und Tom Vogt, z. B. in A Beautiful Mind – Genie und Wahnsinn, synchronisierten den Schauspieler in seinen Mitt- bis Spätdreißigern. Seit Ein gutes Jahr von 2006 hatte sich Martin Umbach als Standard-Synchronstimme für den Schauspieler etabliert, mit Ausnahme des 2007 erschienenen Todeszug nach Yuma, wo wieder Thomas Fritsch zum Synchronsprecher wurde. In The Man With The Iron Fists, 2012, und Man of Steel, 2013, ist erneut Martin Umbach als Sprecher zu hören.

## Sonstiges

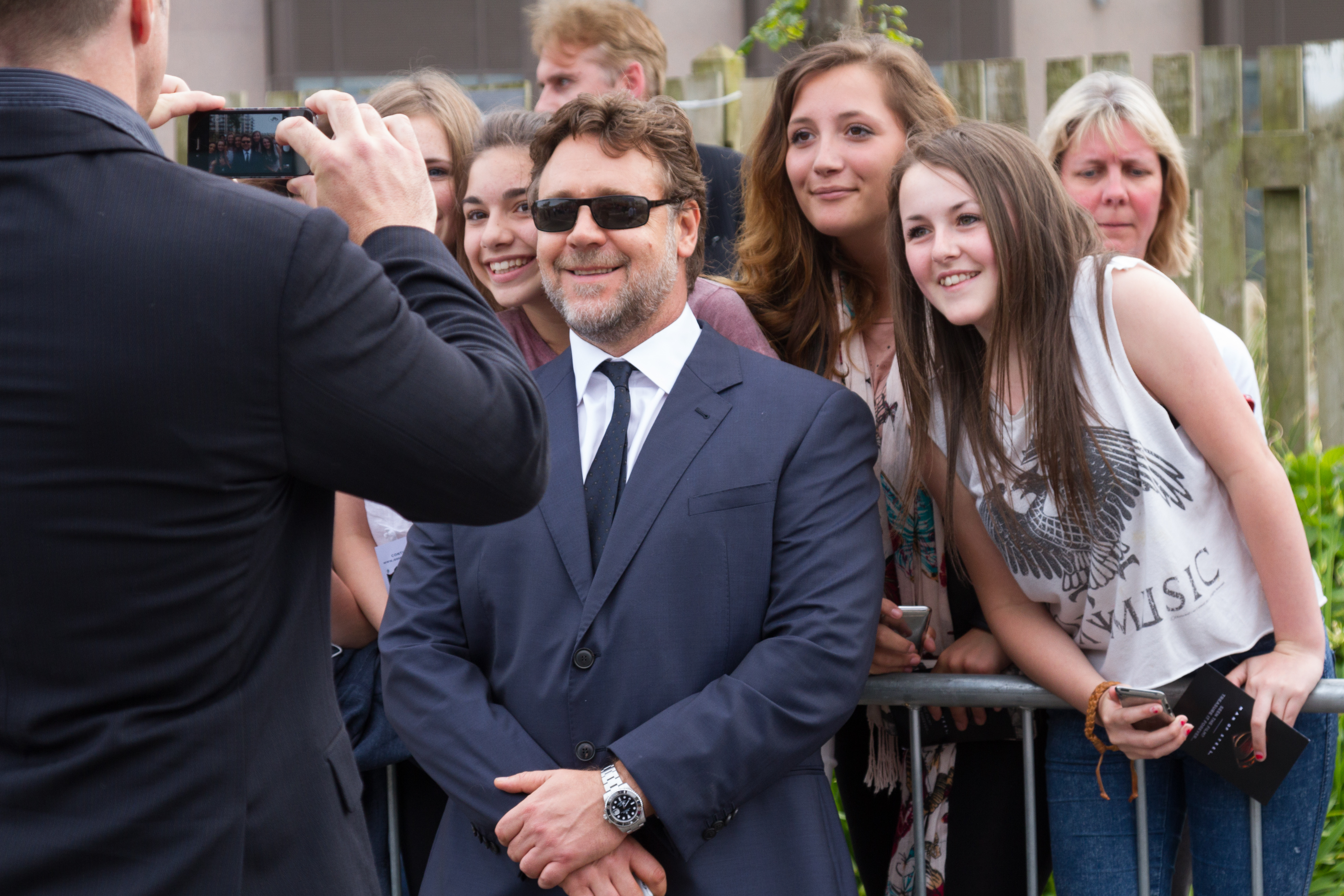
Russell Crowe und Fans 2013 bei der Filmpremiere von Man of Steel in St. Helier auf der Insel Jersey

- Am 12. April 2010 wurde Crowe mit einem Stern[39] der Kategorie Film auf dem Hollywood Walk of Fame geehrt. Der Stern befindet sich direkt vor dem Dolby Theatre (6801 Hollywood Boulevard), dem aktuellen Austragungsort der jährlichen Oscar-Verleihungen.[40]
- Seit April 2010 ist Crowe auf eigenem Twitter-Account mit einer Follower-Gemeinde von ca. 2,8 Millionen Personen kontinuierlich aktiv.[41]
- Crowe wurde wegen mehrerer handgreiflicher und verbaler Auseinandersetzungen in den Jahren 1999–2005 ein aufbrausendes Temperament nachgesagt. Sein Verhalten wurde in der Folge Die Russell Crowe Show: Mit Prügel um die Welt! (6. Staffel, 5. Episode) der US-amerikanischen Fernsehserie South Park im Jahr 2002 persifliert.
- Die Veränderung der Haartracht, des Akzents, der Intonation und der Silhouette sind für Crowe integrale Bestandteile für die individuelle Charakterisierung seiner jeweiligen Filmfiguren. So nahm er für seine Rolle in dem Film Insider, 1999, 63 Pfund (29 Kilogramm) zu, für Der Mann, der niemals lebte, 2008, ebenfalls. Für die Rolle des Boxers Jim Braddock in Das Comeback unterzog sich Crowe einem intensiven Boxtraining im Stil der 1930er Jahre und nahm 23 Kilo ab.[42] Damit das schüttere Haar des Mittfünfzigers Dr. Wigand in Insider mittels eines Haarteils realitätsnah dargestellt werden konnte, ließ sich der Vierunddreißigjährige sein dichtes Haupthaar vollständig abnehmen.[43] Von Juni bis Dezember 2011 unterzog sich Crowe in Vorbereitung auf mehrere Filmrollen 2012 einem gluten- und alkoholfreien Diät- und Fitnessprogramm, das aus Gehen, Mountain Biking, Gewichtheben und Training im Fitness-Studio bestand. Er nahm in diesem Zeitraum 42 kg ab (von anfänglichen 130 kg auf 88 kg).[44]
- Die australische Post bildet in ihrer Briefmarken-Reihe Australian Legends neben Nicole Kidman, Cate Blanchett und Geoffrey Rush auch Russell Crowe sowohl als Privatperson als auch in seiner Rolle als Gladiator ab.[45]
- Crowe, der im Alter von zehn erstmals Reitunterricht bekam, ist seit seiner Jugend Pferdenarr. In einem Interview zu Todeszug nach Yuma sagte er: „Sie sind wie Menschen. Zu manchen Pferden hat man augenblicklich eine engere Beziehung, die man mit der Zeit ausbauen kann.“ Manchmal falle ihm bei Beendigung der Dreharbeiten die Trennung von seinem jeweiligen Filmpferd schwer.[46]
- Der Rugby-Fan Crowe, seit seinem fünften Lebensjahr Fan seiner Heimatmannschaft South Sydney Rabbitohs,[47] ist seit 2006[48] Miteigentümer dieses australischen Rugby-League-Clubs. Am 18. November 2012 wurde bekannt, dass Crowe seine Eigneranteile, die sich auf eine Investition von 11 Millionen Australischen Dollar summieren, am Ende der Spielsaison 2013 abstoßen wolle.[49] Diese Entscheidung legte er jedoch nach der Trennung von seiner Ehefrau auf Eis, wie im August 2013 bekannt wurde.[50]
- Nach eigenen Angaben hat Crowe bei seiner persönlichen Ahnenforschung herausgefunden, entfernt mit dem schottischen Clanführer Simon Fraser, 11. Lord Lovat, verwandt zu sein.[51]

## Filmografie (Auswahl)
- 1987: Nachbarn (Neighbours, Seifenoper)
- 1988: Living with the Law (Fernsehserie)
- 1990: Blutiger Schwur (Blood Oath, auch: Prisoners of the Sun)
- 1990: The Crossing
- 1991: Proof – Der Beweis (Proof)
- 1991: Brides Of Christ (Miniserie)
- 1992: Police Rescue – Gefährlicher Einsatz (Police Rescue, Fernsehserie, Episode: The Right Stuff[52])
- 1992: Ein Manager mit Herz (The Efficiency Expert, auch: Spotswood)
- 1992: Romper Stomper
- 1993: Love in Limbo
- 1993: Der silberne Hengst (The Silver Brumby)
- 1993: For the Moment
- 1993: Sommer des Erwachens (Hammers Over the Anvil)
- 1994: Die Summe der Gefühle (The Sum Of Us)
- 1995: Schneller als der Tod (The Quick and the Dead)
- 1995: Das Yakuza-Kartell (No Way Back)
- 1995: Virtuosity
- 1995: Wilder Zauber (Rough Magic)
- 1997: L.A. Confidential
- 1997: Paradies in Flammen (Heaven’s Burning)
- 1997: Breaking Up
- 1999: Mystery – New York: Ein Spiel um die Ehre (Mystery, Alaska)
- 1999: Insider
- 2000: Gladiator
- 2000: Lebenszeichen – Proof of Life (Proof of Life)
- 2001: A Beautiful Mind – Genie und Wahnsinn (A Beautiful Mind)
- 2002: Texas. Dokumentarfilm Konzert der Gruppe The Ordinary Fear Of God – Regie: Russell Crowe
- 2003: Master & Commander – Bis ans Ende der Welt (Master and Commander – The Far Side of the World)
- 2005: Das Comeback (Cinderella Man)
- 2006: Ein gutes Jahr (A Good Year)
- 2007: Todeszug nach Yuma (3:10 to Yuma)
- 2007: American Gangster
- 2008: Der Mann, der niemals lebte (Body of Lies)
- 2008: Tenderness – Auf der Spur des Killers (Tenderness)
- 2009: State of Play – Stand der Dinge (State of Play)
- 2010: Robin Hood
- 2010: 72 Stunden – The Next Three Days (The Next Three Days)
- 2012: Republic of Doyle – Einsatz für zwei (Republic of Doyle, Fernsehserie, Episode 3x01)
- 2012: The Man with the Iron Fists
- 2012: Les Misérables
- 2013: Broken City
- 2013: Man of Steel
- 2014: Winter’s Tale
- 2014: Noah
- 2014: Das Versprechen eines Lebens (The Water Diviner) – auch Regie
- 2015: Väter & Töchter – Ein ganzes Leben (Fathers and Daughters)
- 2016: The Nice Guys
- 2017: Die Mumie (The Mummy)
- 2017: War Machine
- 2018: Der verlorene Sohn (Boy Erased)
- 2019: Outlaws – Die wahre Geschichte der Kelly Gang (True History of the Kelly Gang)
- 2019: The Loudest Voice (Miniserie, sieben Episoden)
- 2020: Unhinged – Außer Kontrolle (Unhinged)
- 2022: Thor: Love and Thunder
- 2022: The Greatest Beer Run Ever
- 2022: Prizefighter: Das Leben des Jem Belcher
- 2022: Poker Face
- 2023: The Pope’s Exorcist
- 2024: Land of Bad
- 2024: Sleeping Dogs – Manche Lügen sterben nie (Sleeping Dogs)
- 2024: The Exorcism
- 2024: Kraven the Hunter

Als Erzähler
- 2007: Bra Boys – Regie: Sunny Abberton, Macario De Souza (Dokumentarfilm)
- 2013: Red Obsession – Regie: David Roach, Warwick Ross (Dokumentarfilm)
- 2013: Slammin’ Sam: The Sam Burgess Story (Dokumentarfilm)[53]

## Auszeichnungen/Nominierungen (Auszug)
Oscar
- 2000: Nominierung als Bester Hauptdarsteller für Insider
- 2001: Bester Hauptdarsteller für Gladiator
- 2002: Nominierung als Bester Hauptdarsteller für A Beautiful Mind

Golden Globe
- 1999: Nominierung als Bester Hauptdarsteller in der Kategorie Drama für Insider
- 2000: Nominierung als Bester Hauptdarsteller in der Kategorie Drama für Gladiator
- 2001: Bester Hauptdarsteller in der Kategorie Drama für A Beautiful Mind
- 2003: Nominierung als Bester Hauptdarsteller in der Kategorie Drama für Master & Commander
- 2005: Nominierung als Bester Hauptdarsteller in der Kategorie Drama für Das Comeback
- 2020: Bester Hauptdarsteller in der Kategorie Mini-Serie oder Fernsehfilm für The Loudest Voice

Goldene Himbeere
- 2018: Nominierung als Schlechtester Nebendarsteller für Die Mumie
- 2024: Nominierung als Schlechtester Schauspieler für The Pope’s Exorcist

Chlotrudis Award
- 1998: Bester Schauspieler für L.A. Confidential

Broadcast Film Critics Association
- 1999: Bester Darsteller für Insider
- 2000: Bester Darsteller für Gladiator
- 2001: Bester Darsteller für A Beautiful Mind
- 2004: Nominierung als Bester Hauptdarsteller für Master and Commander
- 2006: Nominierung als Bester Hauptdarsteller für Das Comeback

Screen Actors Guild Award
- 1999: Nominierung als Bester Hauptdarsteller für Insider
- 2000: Nominierung als Bester Hauptdarsteller für Gladiator
- 2001: Bester Hauptdarsteller für A Beautiful Mind
- 2006: Nominierung als Bester Hauptdarsteller für Das Comeback

British Academy Film Award
- 1999: Nominierung als Bester Hauptdarsteller für Insider
- 2000: Nominierung als Bester Hauptdarsteller für Gladiator
- 2001: Bester Hauptdarsteller für A Beautiful Mind

Los Angeles Film Critics Association
- 1999: Bester Darsteller für Insider

National Society of Film Critics
- 1999: Bester Schauspieler für Insider

National Board of Review
- 1999: Bester Darsteller für Insider

MTV Movie Award
- 2001: Nominierung als Bester Kampf für Gladiator
- 2002: Nominierung als Bester Darsteller für A Beautiful Mind

Saturn Award
- 2001: Nominierung als Bester Darsteller für Gladiator

Online Film Critics Society Award
- 2001: Bester Hauptdarsteller für A Beautiful Mind

Empire Award
- 2001: Bester Darsteller für Gladiator
- 2009: Actor Of Our Lifetime für Lebensleistung[54]

Internationales Filmfestival Karlovy Vary
- 2023: Kristallkugel für außergewöhnlichen Leistungen um das Weltkino[55]